# Liste der Staatsoberhäupter 1684
Übersicht
◄◄ | ◄ | 1680 | 1681 | 1682 | 1683 | Liste der Staatsoberhäupter 1684 | 1685 | 1686 | 1687 | 1688 | ► | ►►

Weitere Ereignisse

## Afrika
- Äthiopien
  - Kaiser (Negus Negest): Iyasu I. (1682–1706)

- Bamum (im heutigen Kamerun)
  - König: Kouotou (1672–1757)

- Bornu (im heutigen Niger) Sefuwa-Dynastie
  - König/Mai: Idris IV. (1677–1696)

- Burundi
  - König: Ntare III. Rushatsi (um 1680–um 1709)

- Dahomey
  - König: Houegbadja (1645–1685)

- Jolof (im heutigen Senegal)
  - Buur-ba Jolof: Bakar Penda (1670–1711)

- Kano
  - König: Dadi (1670–1703)

- Marokko (Alawiden)
  - Sultan: Mulai Ismail (1672–1727)

- Munhumutapa-Reich
  - Herrscher: Kamharapasu Mukombwe (1663–1692)

- Ruanda
  - König: Mibambwe II. (1672–1696)

- Sultanat von Sannar (im heutigen Sudan)
  - Sultan: Unsa II. (1681–1692)

## Amerika
- Neufrankreich
  - Generalgouverneur: Joseph-Antoine Le Febvre de La Barre (1682–1685)

- Ruperts Land
  - Gouverneur: Prince James, Duke of York (1683–1685)

- Brasilien
  - Generalgouverneur: António de Sousa Meneses (1682–1684)
  - Generalgouverneur: António Luís de Sousa Telo de Meneses (1684–1687)

- Vizekönigreich Neuspanien
  - Vizekönig: Tomás Antonio de la Cerda y Aragón (1680–1686)

- Vizekönigreich Peru
  - Vizekönig: Melchor de Navarra y Rocafull (1681–1689)

## Asien
- Birma
  - Arakan
    - König: Thiri Thudhamma (1674–1685)

  - Taungu
    - König: Minrekyawdin (1673–1698)

- Brunei
  - Sultan: Muhyiddin (1673–1690)

- China (Qing-Dynastie)
  - Kaiser: Kang Hi (1661–1722)

- Georgien
  - Imeretien
    - König: Alexander IV. (1683–1690, 1691–1695)

  - Kartlien
    - König: Giorgi XI. (1675–1688, 1703–1709)

  - Mingrelien
    - Fürst: Levan IV. Dadiani (1681–1691)

- Indien
  - Ahom (im heutigen Assam)
    - König: Supaatphaa (1681–1696)

  - Dekkan-Sultanate (in Zentralindien)
    - Bijapur
      - Sultan: Sikandar Adil Shah (1672–1686)

    - Golkonda (Qutub-Schahi-Dynastie)
      - Sultan: Abul Hasan Qutb Shah (1672–1687)

  - Madurai
    - Nayak: Rangakrishna Muthu Virappa Nayak (1682–1689)

  - Mogulreich
    - Großmogul: Aurangzeb (1658–1707)

  - Mysore (im heutigen Karnataka)
    - Maharaja: Chikka Devaraja (1673–1704)

  - Portugiesisch-Indien
    - Vizekönig: Francisco de Távora (1681–1686)

- Indonesien
  - Aceh
    - Sultan: Ratu Zaqiatuddin Inayat Syah (1678–1688)

  - Johor
    - Sultan: Ibrahim Shah (1677–1685)

  - Niederländisch-Indien
    - Generalgouverneur: Cornelis Speelman (1681–1684)
    - Generalgouverneur: Johannes Camphuys (1684–1691)

- Japan
  - Kaiser (Tennō): Reigen (1663–1687)
  - Shōgun: Tokugawa Tsunayoshi (1680–1709)

- Kambodscha
  - König: Chettha IV. (1675–1695, 1701–1702, 1703–1706)

- Kasachen-Khanat
  - Khan: Tawke Khan (1680–1715)

- Korea (Joseon-Dynastie)
  - König: Sukjong (1674–1720)

- Lan Xang (im heutigen Laos)
  - König: Sulingvongse (1638–1690)

- Nepal
  - Bhaktapur
    - König: Jitamitra Malla (1673–1696)

  - Kantipur
    - König: Parthivendra Malla (1680–1687)

  - Lalitpur
    - König: Srinivasa Malla (1661–1685)

- Persien (Safawiden-Dynastie)
  - Schah: Safi II. (1666–1694)

- Philippinen
  - Maguindanao
    - Sultan: Barahaman (1678–1699)

- Sri Lanka
  - Kandy
    - König: Rajasinha II. (1629–1687)

  - Niederländisch-Ceylon
    - Gouverneur: Laurens Pijl (1679–1692)

- Thailand (Ayutthaya)
  - König: Narai (1656–1688)

- Vietnam
  - Lê-Dynastie
    - König: Lê Gia Tông (1675–1705)

  - Nguyen (im Süden Vietnams)
    - Herrscher: Nguyễn Phúc Tần (1648–1687)

  - Trinh
    - Herrscher: Trịnh Con (1682–1709)

## Europa
- Andorra
  - Co-Fürsten:
    - König von Frankreich: Ludwig XIV. (1643–1715)
    - Bischof von Urgell: Joan Desbach Martorell (1682–1688)

- Dänemark und Norwegen
  - König: Christian V. (1670–1699)

- England, Irland und Schottland
  - König: Karl II. (1660–1685)

- Frankreich
  - König: Ludwig XIV. (1643–1715)

- Heiliges Römisches Reich
  - König und Kaiser: Leopold I. (1658–1705) (1657–1705 König von Böhmen, 1657–1705 Erzherzog von Österreich, 1657–1705 König von Ungarn)
  - Kurfürstenkollegium
    - Fürsterzbistum Köln
      - Kurfürst: Maximilian Heinrich von Bayern (1650–1688) (1650–1688 Bischof von Hildesheim, 1650–1688  Bischof von Lüttich, 1683–1688 Bischof von Münster, 1650–1688 Propst von Berchtesgaden, 1657 Abt von Stablo-Malmedy)

    - Fürsterzbistum Mainz
      - Kurfürst: Anselm Franz von Ingelheim (1679–1695)

    - Fürsterzbistum Trier
      - Kurfürst: Johann VIII. Hugo von Orsbeck (1676–1711) (1675–1711 Bischof von Speyer)

    - Herzogtum Bayern
      - Kurfürst: Maximilian II. Emanuel (1679–1726) (1692–1706 Statthalter der Spanischen Niederlande)

    - Königreich Böhmen
      - Kurfürst: Leopold I. (1657–1705) (1658–1705 Kaiser, 1657–1705 Erzherzog von Österreich, 1657–1705 König von Ungarn)

    - Markgrafschaft Brandenburg
      - Kurfürst: Friedrich Wilhelm (1640–1688) (1640–1688 Herzog von Preußen)

    - Pfalzgrafschaft bei Rhein
      - Kurfürst: Karl II. (1680–1685)

    - Herzogtum Sachsen
      - Kurfürst: Johann Georg III. (1680–1691)

  - geistliche Reichsfürsten
    - Hochstift Augsburg
      - Bischof: Johann Christoph von Freyberg (1665–1690) (1660–1674 Propst von Ellwangen)

    - Hochstift Bamberg
      - Bischof: Marquard Sebastian Schenk von Stauffenberg (1683–1693)

    - Hochstift Basel
      - Bischof: Johann Konrad I. von Roggenbach (1656–1693)

    - Fürstpropstei Berchtesgaden
      - Propst: Maximilian Heinrich von Bayern (1650–1688) (1650–1688  Erzbischof von Köln, 1650–1688 Bischof von Hildesheim, 1650–1688  Bischof von Lüttich, 1683–1688 Bischof von Münster, 1657 Abt von Stablo-Malmedy)

    - Hochstift Brixen
      - Bischof: Paulinus Mayr (1678–1685)

    - Erzstift Cambrai
      - Erzbischof: Jacques-Théodore de Brias (1675–1694)

    - Hochstift Chur
      - Bischof: Ulrich VI. de Mont (1661–1692)

    - Abtei Corvey
      - Abt: Christoph von Bellinghausen (1678–1696)

    - Balleien des Deutschen Ordens
      - Hochmeister: Johann Caspar von Ampringen (1664–1684)
      - Hochmeister: Ludwig Anton von der Pfalz (1684–1694) (1691–1694 Bischof von Worms, 1689–1694 Propst von Ellwangen)

    - Hochstift Eichstätt
      - Bischof: Marquard II. Schenk von Castell (1637–1685)

    - Fürstpropstei Ellwangen
      - Propst: Johann Christoph IV. Adelmann von Adelmannsfelden (1674–1687)

    - Hochstift Freising
      - Bischof: Albrecht Sigismund von Bayern (1651–1685) (1668–1685 Bischof von Regensburg)

    - Abtei Fulda
      - Abt: Placidus von Droste (1678–1700)

    - Hochstift Hildesheim
      - Bischof: Maximilian Heinrich von Bayern (1650–1688) (1650–1688  Erzbischof von Köln, 1650–1688  Bischof von Lüttich, 1683–1688 Bischof von Münster, 1650–1688 Propst von Berchtesgaden, 1657 Abt von Stablo-Malmedy)

    - Fürststift Kempten
      - Abt: Rupert von Bodman (1678–1728)

    - Hochstift Konstanz
      - Bischof: Franz Johann Vogt von Altensumerau und Prasberg (1645–1689)

    - Hochstift Lübeck (1555–1803 evangelische Administratoren)
      - Administrator: August Friedrich von Schleswig-Holstein-Gottorf (1666–1705)

    - Hochstift Lüttich
      - Bischof: Maximilian Heinrich von Bayern (1650–1688) (1650–1688  Erzbischof von Köln, 1650–1688  Bischof von Hildesheim, 1683–1688 Bischof von Münster, 1650–1688 Propst von Berchtesgaden, 1657 Abt von Stablo-Malmedy)

    - Hochstift Münster
      - Bischof: Maximilian Heinrich von Bayern (1673–1688) (1650–1688  Erzbischof von Köln, 1650–1688  Bischof von Hildesheim, 1650–1688  Bischof von Lüttich, 1650–1688 Propst von Berchtesgaden, 1657 Abt von Stablo-Malmedy)

    - Hochstift Osnabrück (1662–1802 abwechselnd katholische und lutherische Bischöfe)
      - Bischof: Ernst August von Braunschweig-Lüneburg (1662–1698) (1692–1698 Kurfürst von Braunschweig-Lüneburg, 1669–1698 Herzog von Braunschweig-Calenberg)

    - Hochstift Paderborn
      - Bischof: Hermann Werner von Wolff-Metternich zur Gracht (1683–1704)

    - Hochstift Passau
      - Bischof: Sebastian von Pötting (1673–1689)

    - Hochstift Regensburg
      - Bischof: Albrecht Sigismund von Bayern (1668–1685) (1652–1685 Bischof von Freising)

    - Erzstift Salzburg
      - Erzbischof: Max Gandolf von Kuenburg (1668–1687)

    - Hochstift Speyer
      - Bischof: Johann Hugo von Orsbeck (1675–1711) (1676–1711 Erzbischof von Trier)

    - Abtei Stablo-Malmedy
      - Abt: Wilhelm Egon von Fürstenberg (1682–1704) (1682–1704 Bischof von Straßburg)

    - Hochstift Straßburg
      - Bischof: Wilhelm Egon von Fürstenberg (1682–1704) (1682–1704 Abt von Stablo und Malmedy)

    - Hochstift Trient
      - Bischof: Francesco Alberti di Poja (1677–1689)

    - Hochstift Worms
      - Bischof: Johann Karl von und zu Franckenstein (1683–1691)

    - Hochstift Würzburg
      - Bischof: Konrad Wilhelm von Wernau (1683–1684)
      - Bischof: Johann Gottfried von Guttenberg (1684–1698)

  - weltliche Reichsfürsten
    - Fürstentum Anhalt
      - Anhalt-Bernburg
        - Fürst: Viktor I. Amadeus (1656–1718)

      - Fürstentum Anhalt-Dessau
        - Fürst: Johann Georg II. (1660–1693)

      - Anhalt-Harzgerode
        - Fürst: Wilhelm (1670–1709)

      - Fürstentum Anhalt-Köthen
        - Fürst: Emanuel Lebrecht (1671–1704) (bis 1692 unter Vormundschaft)
        - Regentin: Anna Eleonore zu Stolberg-Wernigerode (1670–1690)

      - Anhalt-Zerbst
        - Fürst: Karl Wilhelm (1667–1718) (1667–1674 unter Vormundschaft)

    - Arenberg
      - Herzog: Philipp Karl Franz (1681–1691)

    - Markgrafschaft Baden
      - Baden-Baden
        - Markgraf: Ludwig Wilhelm (1677–1707)

      - Baden-Durlach
        - Markgraf: Friedrich VII. Magnus (1677–1709)

    - Brandenburg-Ansbach
      - Markgraf: Johann Friedrich (1667–1686)

    - Brandenburg-Bayreuth
      - Markgraf: Christian Ernst (1655–1712)

    - Braunschweig-Lüneburg
      - Calenberg-Göttingen
        - Herzog: Ernst August (1679–1692) (1692–1698 Kurfürst von Braunschweig-Lüneburg, 1661–1698 Bischof von Osnabrück)

      - Lüneburg
        - Herzog: Georg Wilhelm (1665–1705) (1648–1665 Herzog von Braunschweig-Calenberg-Göttingen)

      - Wolfenbüttel
        - Herzog: Rudolf August (1666–1704)

    - Hessen-Darmstadt
      - Landgraf: Ernst Ludwig (1678–1739)

    - Hessen-Kassel
      - Landgraf: Karl (1670–1730) (bis 1675 unter Vormundschaft)

    - Hohenzollern-Hechingen
      - Fürst: Friedrich Wilhelm (1671–1735)

    -  Hohenzollern-Sigmaringen
      - Fürst: Maximilian (1681–1689)

    - Jülich und Berg
      - Herzog: Johann Wilhelm II. (1679–1716) (1690–1716 Kurfürst der Pfalz, 1690–1716 Herzog von Pfalz-Neuburg)

    - Leuchtenberg
      - Herzog: Maximilian Philipp Hieronymus (1650–1705)

    - Liechtenstein
      - Fürst: Karl Eusebius von Liechtenstein (1627–1684)
      - Fürst: Hans Adam I. (1684–1712)

    - Lothringen (1670–1697 von Frankreich besetzt)
    - Herzogtum Mecklenburg
      - Mecklenburg-Güstrow
        - Herzog: Gustav Adolf (1636–1695) (1636–1648 Administrator von Ratzeburg)

      - Mecklenburg-Schwerin
        - Herzog: Christian Ludwig I. (1658–1692)

    - Nassau
      - Ottonische Linie
        - Nassau-Diez
          - Fürst: Heinrich Casimir II. (1664–1696) (1664–1696 Statthalter von Friesland, Groningen und Drenthe)

        - Nassau-Dillenburg
          - Fürst: Heinrich (1662–1701)

        - Nassau-Hadamar
          - Fürst: Franz Alexander (1679–1711)

        - Nassau-Siegen (katholische Linie)
          - Fürst: Johann Franz Desideratus (1638–1699) (bis 1652 Graf)

        - Nassau-Siegen (reformierte Linie)
          - Fürst: Wilhelm Moritz (1679–1691)

    - Österreich
      - Erzherzog: Leopold V. (1657–1705) (1658–1705 Kaiser, 1657–1705 König von Böhmen, 1657–1705 König von Ungarn)

    - Ostfriesland
      - Fürst: Christian Eberhard (1665–1708) (bis 1690 unter Vormundschaft)
      - Regentin: Christine Charlotte von Württemberg (1665–1690)

    - Pfalz-Neuburg
      - Herzog: Philipp Wilhelm (1653–1690) (1685–1690 Kurfürst der Pfalz, 1653–1679 Herzog von Jülich und Berg)

    - Pfalz-Sulzbach
      - Herzog: Christian August (1656–1708)

    - Pfalz-Veldenz
      - Herzog: Leopold Ludwig (1634–1694)

    - Pfalz-Zweibrücken
      - Herzog: Karl I. (1681–1697) (1660–1697 König von Schweden)

    - Herzogtum Sachsen
      - Sachsen-Coburg
        - Herzog: Albrecht (1680–1699) (1675–1680 Herzog von Sachsen-Gotha-Altenburg)

      - Sachsen-Eisenach
        - Herzog: Johann Georg I. (1672–1686)

      - Sachsen-Eisenberg
        - Herzog: Christian (1680–1707) (1675–1680 Herzog von Sachsen-Gotha-Altenburg)

      - Sachsen-Gotha-Altenburg
        - Herzog: Friedrich I. (1675–1691)

      - Sachsen-Hildburghausen
        - Herzog: Ernst (1680–1715) (1675–1680 Herzog von Sachsen-Gotha-Altenburg)

      - Sachsen-Jena
        - Herzog: Johann Wilhelm (1678–1690) (unter Vormundschaft)
        - Regent: Johann Georg I. von Sachsen-Eisenach (1683–1686)

      - Sachsen-Meiningen
        - Herzog: Bernhard I. (1680–1706) (1675–1680 Herzog von Sachsen-Gotha-Altenburg)

      - Sachsen-Römhild
        - Herzog: Heinrich (1680–1710) (1675–1680 Herzog von Sachsen-Gotha-Altenburg)

      - Sachsen-Saalfeld
        - Herzog: Johann Ernst (1680–1729) (1675–1680 Herzog von Sachsen-Gotha-Altenburg)

      - Sachsen-Weimar
        - Herzog: Johann Ernst III. (1683–1707)

    - Sachsen-Lauenburg
      - Herzog: Julius Franz (1666–1689)

    - Schleswig-Holstein-Gottorf
      - Herzog: Christian Albrecht (1659–1695) (1655–1666 Administrator von Lübeck)

    - Schleswig-Holstein-Sonderburg-Augustenburg
      - Herzog: Ernst Günther (1627–1689)

    - Schleswig-Holstein-Sonderburg-Beck
      - Herzog: August (1675–1689)

    - Schleswig-Holstein-Sonderburg-Franzhagen
      - Herzog: Christian Adolf I. (1653–1667/1702) (verliert 1667 Sonderburg an Dänemark, 1676–1702 Herzog von Schleswig-Holstein-Sonderburg-Franzhagen)

    - Schleswig-Holstein-Sonderburg-Glücksburg
      - Herzog: Christian (1663–1698)

    - Schleswig-Holstein-Sonderburg-Plön
      - Herzog: Johann Adolf (1671–1704)
      - Schleswig-Holstein-Sonderburg-Plön-Norburg
        - Herzog: August (1671–1699)

      - Schleswig-Holstein-Sonderburg-Plön-Rethwisch
        - Herzog: Joachim Ernst II. (1671–1700)

    - Schleswig-Holstein-Sonderburg-Wiesenburg
      - Herzog: Philipp Ludwig (1627–1689)

    - Württemberg
      - Herzog: Eberhard Ludwig (1677–1733) (1677–1693 unter Vormundschaft)
      - Regent: Friedrich Karl von Württemberg-Winnental (1677–1693)
      - Regentin: Magdalena Sibylla von Hessen-Darmstadt (1677–1693)

  - sonstige Reichsstände (Auswahl)
    - Hanau
      - Graf: Friedrich Casimir (1642–1685) (1641–1642 Graf von Hanau-Lichtenberg)

    - Lippe
      - Lippe-Biesterfeld
        - Graf: Rudolf Ferdinand (1678–1736)

      - Lippe-Brake
        - Graf: Kasimir (1657–1692)

      - Lippe-Detmold
        - Graf: Simon Heinrich (1665–1697)

    - Nassau
      - Walramische Linie
        - Nassau-Idstein
          - Graf: Georg August (1677–1721) (ab 1688 Fürst)

        - Nassau-Ottweiler
          - Graf: Johann Ludwig (1659–1690) (1640–1659 Graf von Nassau-Saarbrücken)

        - Nassau-Saarbrücken
          - Graf: Ludwig Kraft (1677–1713)

        - Nassau-Usingen
          - Graf: Walrad (1659–1702) (ab 1688 Fürst, 1640–1659 Graf von Nassau-Saarbrücken)

        - Nassau-Weilburg
          - Graf: Johann Ernst (1675–1719) (ab 1688 Fürst)

    - Ortenburg
      - Graf: Christian (1666–1684)
      - Graf: Georg Philipp (1684–1702)

    - Reuß
      - Reuß ältere Linie
        - Reuß-Burgk
          - Graf: Heinrich II. (1668–1697) (166–1668 Herr von Reuß-Untergreiz, bis 1673 Herr)

        - Reuß-Obergreiz
          - Graf: Heinrich VI. (1681–1697)
          - Graf: Heinrich XV. (1681–1690)
          - Graf: Heinrich XVI. (1681–1694) (1694–1698 Graf von Reuß-Dölau)

        - Reuß-Rothenthal
          - Graf: Heinrich V. (1668–1698) (1667–1668 Herr von Reuß-Untergreiz, bis 1673 Herr)

        - Reuß-Untergreiz
          - Graf: Heinrich XIII. (1675–1733)

      - Reuß jüngere Linie
        - Reuß-Ebersdorf
          - Graf: Heinrich X. (1678–1711) (1671–1673 Herr von Reuß-Lobenstein, 1673–1678 Graf von Reuß-Lobenstein)

        - Reuß-Gera
          - Graf: Heinrich IV. (1670–1686) (bis 1673 Herr)

        - Reuß-Hirschberg
          - Graf: Heinrich VIII. (1678–1711) (1671–1673 Herr von Reuß-Lobenstein, 1673–1678 Graf von Reuß-Lobenstein)

        - Reuß-Lobenstein
          - Graf: Heinrich III. (1671–1710) (bis 1673 Herr)

        - Reuß-Schleiz
          - Graf: Heinrich I. (1666–1692) (1640–1647 Herr von Reuß-Gera, 1647–1666 Herr von Reuß-Saalburg, 1666–1673 Graf von Reuß-Schleiz)

    - Schaumburg-Lippe
      - Graf: Friedrich Christian (1681–1728)

    - Schwarzburg-Arnstadt
      - Graf: Anton Günther II. (1681–1716) (ab 1697 Fürst, 1666–1681 Graf von Schwarzburg-Sondershausen)

    - Schwarzburg-Rudolstadt
      - Graf: Albert Anton (1646–1710)

    - Schwarzburg-Sondershausen
      - Graf: Christian Wilhelm (1666–1720) (ab 1697 Fürst) (in Sondershausen)

    - Waldeck-Eisenberg
      - Graf: Heinrich Wolrad (1645–1664)

    - Waldeck-Wildungen
      - Graf: Christian Ludwig (1645–1706)

- Italienische Staaten
  - Genua
    - Doge: Francesco Maria Imperiale Lercari (1683–1685)

  - Guastalla
    - Herzog: Ferdinando Carlo von Gonzaga-Nevers (1678–1692) (1665–1708 Herzog von Mantua und Montferrat)

  - Kirchenstaat
    - Papst: Innozenz XI. (1676–1689)

  - Mailand (1535–1706 zu Spanien)
    - Herzog: Karl II. von Spanien (1665–1700)
      - Gouverneur: Juan Tomás Enríquez de Cabrera y Ponce de León (1678–1686)

  - Mantua (1533–1708 Personalunion mit Montferrat)
    - Herzog: Ferdinando Carlo Gonzaga (1665–1708) (1678–1692 Herzog von Guastalla)

  - Massa und Carrara
    - Herzog: Alberico II. Cibo-Malaspina (1662–1690) (bis 1664 Fürst)

  - Mirandola
    - Herzog: Alessandro II. Pico (1637–1691)

  - Modena und Reggio
    - Herzog: Francesco II. d’Este (1662–1694)

  - Montferrat (1533–1708 Personalunion mit Mantua)
    - Herzog: Ferdinando Carlo Gonzaga (1665–1708) (1678–1692 Herzog von Guastalla)

  - Neapel (1503–1707/14 zu Aragon bzw. Spanien)
    - König: Karl V. (1665–1700)
      - Vizekönig: Gaspar de Haro y Guzmán (1683–1687)

  - Parma und Piacenza
    - Herzog: Ranuccio II. Farnese (1646–1694)

  - Piombino
    - Fürst: Giovan Battista Ludovisi (1664–1699)

  - San Marino
    - Capitani Reggenti:  Carlo Tosini (1647, 1650–1651, 1654–1655, 1661–1662, 1665–1666, 1671–1672, 1675–1676, 1679–1680, 1683–1684) und Lorenzo Giangi (1675–1676, 1679–1680, 1683–1684, 1690–1691, 1694–1695, 1698, 1701–1702, 1705, 1714, 1719–1720, 1725)
    - Capitani Reggenti: Giuliano Belluzzi (1684, 1687–1688, 1693–1694, 1697–1698, 1701–1702, 1708, 1713–1714, 1718) und Giambattista Fattori (1680, 1684, 1687–1688)
    - Capitani Reggenti: Francesco Loli (1668–1669, 1674, 1679, 1684–1685, 1689, 1693, 1700) und Pietro Francini (1684–1685, 1688–1689, 1692–1693, 1704, 1710–1711, 1714–1715)

  - Savoyen
    - Herzog: Viktor Amadeus II. (1675–1720, 1730–1732) (1713–1720 König von Sizilien, 1720–1730 König von Sardinien)

  - Sizilien (1412–1713 zu Aragon bzw. Spanien)
    - König: Karl II. von Spanien (1665–1700)
      - Vizekönig: Francisco de Benavides Dávila y Corella (1678–1687) (1687–1695 Vizekönig von Neapel, 1675–1678 Vizekönig von Sardinien)

  - Toskana
    - Großherzog: Cosimo III. de’ Medici (1670–1723)

  - Venedig
    - Doge: Alvise Contarini (1676–1684)
    - Doge: Marcantonio Giustinian (1684–1688)

- Khanat der Krim
  - Khan: Haci II. Giray (1683–1684)
  - Khan: Selim I. Giray (1671–1678, 1684–1691, 1692–1699, 1702–1704)

- Kurland
  - Herzog: Friedrich Kasimir Kettler (1682–1698)

- Malta
  - Großmeister: Gregorio Carafa (1680–1690)

- Moldau (unter osmanischer Oberherrschaft)
  - Fürst: Ștefan Petriceicu (1672–1673, 1673–1674, 1683–1684)
  - Fürst: Dumitrașcu Cantacuzino (1673, 1674–1675, 1684–1685)

- Monaco
  - Fürst: Louis I. (1662–1701)

- Niederlande
  - Republik der Sieben Vereinigten Provinzen
    - Friesland
      - Statthalter: Heinrich Casimir II. von Nassau-Dietz (1664–1696) (1664–1696 Statthalter von Groningen und Drenthe, 1664–1696 Fürst von Nassau-Dietz)

    - Drenthe und Groningen
      - Statthalter: Heinrich Casimir II. von Nassau-Dietz (1664–1696) (1664–1696 Statthalter von Friesland, 1664–1696 Fürst von Nassau-Dietz)

    - Holland und Zeeland
      - Statthalter:  Wilhelm III. von Oranien (1672–1702) (1689–1702 König von England, Irland  und Schottland, 1696–1702 Statthalter von Drenthe, 1675–1702 Statthalter von Overijssel, 1672–1702 Statthalter von Utrecht)

    - Overijssel und Gelderland
      - Statthalter:  Wilhelm III. von Oranien (1675–1702) (1689–1702 König von England, Irland  und Schottland, 1696–1702 Statthalter von Drenthe, 1672–1702 Statthalter von Holland, Seeland und Utrecht)

    - Utrecht
      - Statthalter:  Wilhelm III. von Oranien (1672–1702) (1689–1702 König von England, Irland  und Schottland, 1696–1702 Statthalter von Drenthe, 1672–1702 Statthalter von Holland und Seeland, 1675–1702 Statthalter von Overijssel)

  - Spanische Niederlande (bis 1714/95 formal Bestandteil des Heiligen Römischen Reichs)
    - Statthalter: Otto de Grana (1682–1685)

- Osmanisches Reich
  - Sultan: Mehmed IV. (1648–1687)

- Polen
  - König: Johann III. Sobieski (1674–1696)

- Portugal
  - König: Peter II. (1683–1706) (1667–1683 Regent)

- Preußen
  - Herzog: Friedrich Wilhelm (1640–1688) (1640–1688 Kurfürst von Brandenburg)

- Russland
  - Zar: Iwan V. (1682–1696)
  - Zar: Peter I. (1682–1725)
    - Regentin: Sofia (1682–1689)

- Schweden
  - König: Karl XI. (1660–1697) (1681–1697 Herzog von Pfalz-Zweibrücken)

- Siebenbürgen
  - Fürst: Michael I. Apafi (1661–1690)

- Spanien
  - König: Karl II. (1665–1700)

- Ungarn
  - König: Leopold I. (1657–1705) (1658–1705 Kaiser, 1657–1705 König von Böhmen, 1657–1705 Erzherzog von Österreich)

- Walachei (unter osmanischer Oberherrschaft)
  - Fürst: Șerban I. Cantacuzino (1678–1688)